# Naga-Zweihandschwert
Das Naga-Zweihandschwert  ist ein indisches Schwert der Naga aus der Provinz Assam.

## Beschreibung
Das Naga-Zweihandschwert hat eine einschneidige Klinge aus Stahl. Die Klinge läuft vom Heft fast gleich breit bis zum Ort. Nach etwa einem Drittel der Klinge ist auf dem Klingenrücken eine Art Haken ausgeschmiedet. Das Heft besteht zusammen mit der Klinge aus einem Stück. Das Parier ist, im Vergleich zu europäischen Zweihändern, klein und besteht aus Stahl. Das Heft ist ebenfalls aus Stahl und nicht mit einem anderen Material verkleidet. Ein Stahlstift, der als eine Art zweite, hintere Parierstange dient, ist kurz vor dem Ende des Heftes angebracht. Der Knauf ist aus Stahl und hat in etwa die Form einer Eichel. Dieses Schwert wird von Ethnien in Indien benutzt.